# Eupastranaia fenestrata
Eupastranaia fenestrata là một loài bướm đêm trong họ Crambidae.